# Theodor F. Meysels
Theodor Friedrich Meysels (hebräisch תיאודור פרידריך מייזלס; geborener Meisels; 2. November 1899 in Wien, Österreich-Ungarn; gestorben 1. Juni 1963 in Wien) war ein österreichisch-israelischer Journalist.

## Leben
Theodor Friedrich Meisels war ein Sohn des Jakob Meisels und der Johanna Tintner. Im Ersten Weltkrieg diente er als Fähnrich der Artillerie. Er studierte Kunstgeschichte und Archäologie an der Universität Wien und wurde Mitglied der zionistischen Studentenverbindung Unitas. Er heiratete die Bildhauerin Lucie Steinmetz, ihr 1925 geborener Sohn Lucian O. Meysels wurde ebenfalls Journalist.
Meisels arbeitete als Journalist und wurde 1930 Redakteur bei der Wiener Boulevardzeitung Die Stunde, 1935 wechselte er zur Österreichischen Zeitung am Abend und war ab 1936 Kulturredakteur des Traditionsblatts Neue Freie Presse. Nach dem Anschluss Österreichs 1938 gelang Meisels mit einem Touristenvisum die Flucht mit Frau und Kind nach Palästina. Im Zweiten Weltkrieg wurden seine Eltern Opfer des Holocaust, seinem Bruder Robert gelang die Flucht nach Australien. 
Den Lebensunterhalt verdiente die Familie in Jerusalem als Hundepfleger und mit einer Hundepension. Eine feste Anstellung als Redakteur fand Meysels nicht, zumal seine hebräischen Sprachkenntnisse eingeschränkt waren. Er schrieb als Korrespondent für die Emigrantenzeitung Pariser Tageblatt und einige andere Blätter in noch freien Staaten sowie für die Palestine Post. Er arbeitete für das englischsprachige Programm des Palestine Broadcasting Service, bei der hebräischen Presse im Lande kam er mit Übersetzungen seiner Texte hingegen nicht an. Von 1941 bis 1943 diente Meysels bei der britischen Palestine Volunteer Force im Range eines Corporals.
Nach Kriegsende 1945 und nach der Gründung des Staates Israel 1948 arbeitete Meysels für deutschsprachige israelische Zeitungen, als Kunstkritiker für die Jerusalem Post und als Israel-Korrespondent für Die Presse in Wien. In Österreich publizierte er mehrere kulturhistorische Sachbücher.
Meysels kehrte 1959 nach Österreich zurück und arbeitete für die Kulturredaktion der Presse. Im Jahr 1963 erhielt er das Silberne Ehrenzeichen für Verdienste um die Republik Österreich.

## Schriften (Auswahl)
bis 1940 als Theodor F. Meisels
- Theodor F. Meisels; Hermann Kosel: Venedig : Ill. nach Zeichn. von Tiepolo, Guardi, Canale, Belotto und Stichen von Moretti. Wien : Fiba, 1931
- Südslavische Adria. Wien : Fiba, 1934
- Bummel durch Alt-Wien. 1936
- Von Salzburg ins Salzkammergut. Die Bücher des Kunstwanderers. Wien: Leo, 1937
- Die erste Woche. Notizen eines österreichischen Journalisten. Jerusalem: Verlag Willy Verkauf, 1944
- The Road to Jerusalem. 1947
- Friedliches Palästina. 1948
- Die Wiener Landpartie. 1949
- Der Schatz von Sveti Luka : Roman. Wien : Wiener Verlag, 1951
- Israel. Schwann Reiseführer. Düsseldorf : Schwann, 1959
- Jugoslawien. Schwann Reiseführer. Düsseldorf : Schwann, 1960
- Auf Römerstraßen durch Österreich : von Aguntum nach Carnuntum. Ill. R. Schmitt. Wien : Herder, 1960
- Via Sacra, die Pilgerstraße nach Mariazell. 1962
- (Hrsg.): Schauderhafte Moritaten. Salzburg : Residenz, 1962